# ハイファントセラス
ハイファントセラス（学名：Hyphantoceras）は、ノストセラス科に属する螺旋状の殻を持つ異常巻きアンモナイトの属。化石は北西太平洋地域やヨーロッパで産出する。
羽幌地域における蝦夷層群羽幌川層の調査では、ハイファントセラスやバキュリテスは浅海域よりも沖合の地層で多産している。このことから、ハイファントセラスは特に浅海棲ではなかったことが示唆される。

## 系統関係
Matsumoto (1966) は暫定的に、シュルエテレラとネオクリオセラスとの共通祖先について、ハイファントセラスからチューロニアン期に枝分かれしたものとした。Matsumoto (1985) でもハイファントセラスからネオクリオセラスが派生したと考察され、Matsumoto (1986) でも関連性が示唆されている。

## 種

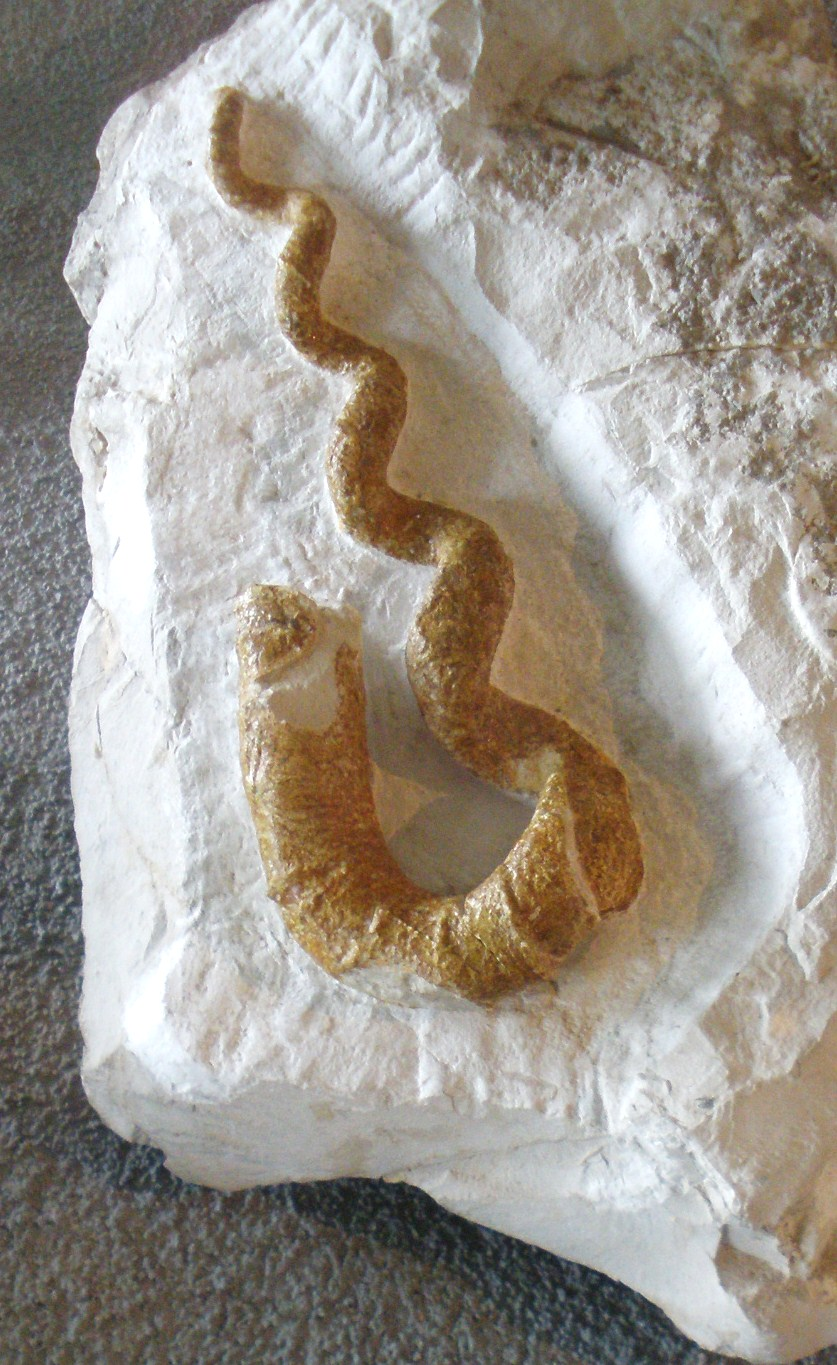
H. reussianum

H. ernsti
H. reussianumやH. flexuosumあるいはネオクリオセラスやアニソセラスの種として記載された過去を持つ。螺旋状の幼年殻、比較的大きな角度で成長する螺環などを標徴形質とする。化石はザクセン州やヴェストファーレンなどドイツで産出する。
H. flexuosum
Helicoceras属の種として記載された。後期チューロニアンから前期コニアシアン期の種であり、ドイツ北部において多産する。日本の双葉層群足沢層大久川部層からも産出例があり、北西太平洋にも同種が生息していたことが示唆される。
H. heteromorphum
コニアシアン期の種である。準円形の螺環断面を持つ。幼年殻は緩やかに湾曲しながら棒状に伸び、U字型のターンを描いてからアーチ状の湾曲を示す。その後、規則的な螺旋に入る。主肋上に4列の突起を持つ。北海道で産出する種であるが、殻修飾に基づくとH. orientaleと直接繋がる系統ではない。
H. oshimai
Heteroceras属の種として記載された。大型であり、螺旋の間隔は狭い。成長後期段階においては住房の開口部が上向きに逸れる。H. transitoriumと殻修飾が類似しており、近縁な可能性がある。
H. orientale
Heteroceras属の種として記載された。後期サントニアン期の種である。立体螺旋巻きで、殻修飾として多数の細肋と4列の突起を有する。螺旋の咆哮は直線的で規則正しく、螺環の成長率は低い。
化石は北海道や樺太などの北西太平洋地域のみで産出しており、独自に進化した種と推測されている。2019年にはH. transitoriumと層準が重複することなく連続的に産出することが確かめられ、形態的特徴と合わせて当該種との祖先-子孫関係が示唆されている。
H. reussianum
チューロニアンの種である。化石はヨーロッパ（ドイツ）で産出する。幼年殻の螺旋は角度が小さく、また成年殻は大きくUターンした後にレトロバーサルフックと呼称される住房を持つ。
H. transitorium
サントニアン期の種であるが、H. orientaleよりもやや古い時代のものである。螺環の巻き方には種内での差異が大きく、螺旋はH. orientaleよりも密であるが、より新しい層準の化石ほど螺旋が緩やかになる。このことから、より緩やかな螺旋を持つH. orientaleとの祖先-子孫関係が示唆される。
H. venustum
Heteroceras属の種として記載された。北海道で産出する種であるが、殻修飾に基づくとH. orientaleと直接繋がる系統ではない。なお、樺太南部のナイバ地域に分布するBykov層からも産出している。
H. yabei
マダガスカル産の種。H. ernstiに類似するが、肋がより粗く、幼年殻の角度がより大きい点で異なる。
また、Fossilworksによれば以下の3種が居る。
- H. irregulare
- H. laqueum
- H. plicatum